# Reworked/Remixed
Reworked/Remixed è il primo album di remix del musicista danese Trentemøller, pubblicata l'8 novembre 2011 dalla In My Room.

## Descrizione
Contiene i remix dei brani originariamente tratti dal secondo album Into the Great Wide Yonder e altri realizzati da Trentemøller per altri artisti negli ultimi cinque anni.
L'edizione doppio vinile si differenzia dall'edizione doppio CD e digitale per la sola inclusione dei brani remixati di Into the Great Wide Yonder.

## Tracce

### CD
CD 1
1. Sycamore Feeling (Marie Fisker Version) – 4:27 (Anders Trentemøller, Marie Fisker)
2. UNKLE feat. Big in Japan (Baltimore) – The Answer (Trentemøller Remix) – 5:53 (Matthew Pierce, Michael Lowry, James Griffith, James Lavelle, Pablo Clements)
3. The Dø – Too Insistent (Trentemøller Remix) – 5:13 (Dan Levy, Olivia B. Merilahti)
4. Tide (Efterklang Remix) – 4:52 (Anders Trentemøller)
5. Silver Surfer, Ghost Rider Go!!! (Andrew Weatherall Prinz Mix) – 6:40 (Anders Trentemøller)
6. Franz Ferdinand – No You Girls (Trentemøller Remix) – 7:33 (Franz Ferdinand)
7. Tide (Modeselektors Last Remix Ever) – 4:40 (Anders Trentemøller)
8. Modeselektor feat. Thom Yorke – White Flash (Trentemøller Remix) – 9:29 (testo: Thom Yorke – musica: Gernot Bronsert)
9. Lars and The Hands of Light – Me Me Me (Trentemøller Remix) – 3:49 (Lars Vognstrup)
10. Kasper Bjørke – Does Not Matter (Trentemøller Remix) – 5:30 (Kasper Bjørke, Pierce)
11. Tide (Alternative Instrumental Version) – 5:56 (Anders Trentemøller)

CD 2
1. Neverglade (Trentemøller Remix) – 6:17 (testo: Fyfe Dangerfield – musica: Anders Trentemøller)
2. Chimes and Bells – The Mole (Trentemøller Remix) – 8:25 (Anne Cæcilie Trier, Anders Trentemøller)
3. ...Even Though You're with Another Girl (I Blame Coco Version) – 2:47 (Anders Trentemøller)
4. Efterklang – Raincoats (Trentemøller Remix) – 6:38 (Mads Brauer, Casper Clausen)
5. Neverglade (UNKLE Surrender Sounds Session #16) – 5:51 (testo: Fyfe Dangerfield – musica: Anders Trentemøller)
6. Depeche Mode – Wrong (Trentemøller Club Remix) – 6:55 (Martin L. Gore)
7. Sleep Party People – The Dwarf and the Horse (Trentemøller Remix) – 4:48 (Brian Batz)
8. Mew – Beach (Trentemøller Remix) – 8:00 (Silas Utke Graae Jørgensen, Bo Madsen, Jonas Bjerre)
9. ...Even Though You're with Another Girl (Kollektiv Turmstrasse Remix) – 8:07 (Anders Trentemøller)
10. Giana Factory – Dirty Snow (Trentemøller Remix) – 4:13 (Giana Factory)
11. Neverglade (Instrumental Version) – 4:29 (Anders Trentemøller)

### LP
Lato A
1. Neverglade (UNKLE Surrender Sounds Sessions #16) – 5:51
2. Sycamore Feeling (Marie Fisker Version) – 4:27

Lato B
1. Tide (Efterklang Remix) – 4:52
2. ...Even Though You're with Another Girl (I Blame Coco Version) – 2:47
3. Neverglade (Instrumental Version) – 4:29

Lato C
1. Neverglade (Trentemøller Remix) – 6:17
2. Silver Surfer, Ghost Rider Go!!! (Andrew Weatherall Sky 81 Mix) – 5:59

Lato D
1. Tide (Modeselektors Last Remix Ever) – 4:40
2. Tide (Alternative Instrumental Version) – 5:56

## Formazione
Musicisti
- Marie Fisker – voce e chitarra (CD 1: traccia 1)
- Jakob Høyeb – chitarra (CD 1: traccia 1)
- Anders Christensen – basso (CD 1: traccia 1)
- Mikael Simpson – basso (CD 1: tracce 4, 7), basso aggiuntivo (CD 1: traccia 5), chitarra acustica (CD 1: traccia 7)
- Solveig Sandnes – voce (CD 1: tracce 4, 7)
- Alex Kapranos – voce (CD 1: traccia 6)
- Thom Yorke – voce (CD 1: traccia 8)
- Fyfe Dangerfield – voce (CD 2: tracce 1 e 5)
- Anne Cæcilie Trier – voce (CD 2: traccia 2)
- Coco Sumner – voce (CD 2: traccia 3)
- Sune Martin – mandolino basso (CD 2: traccia 5)
- James Griffith – basso, tastiera, chitarra acustica e cori aggiuntivi e sintetizzatore (CD 2: traccia 5)
- Pablo Clements – sintetizzatore, batteria e programmazione (CD 2: traccia 5)
- David Gahan – voce (CD 2: traccia 6)
- Jonas Bjerre – voce (CD 2: traccia 8)
- Louise Foo – voce (CD 2: traccia 10)
- Lisbet Fritze – chitarra (CD 2: traccia 10)
- Sofie Johanne – sintetizzatore (CD 2: traccia 10)
- Kenneth Bager – arrangiamento aggiuntivo (CD 2: traccia 10)
- Rune Kjeldsen – arrangiamento aggiuntivo (CD 2: traccia 10)
- Giana Factory – batteria, programmazione e cori (CD 2: traccia 10)
- David Ciccia – batteria aggiuntiva (CD 2: traccia 10)
- Tomas Barfod – batteria aggiuntiva (CD 2: traccia 10)

Produzione
- Anders Trentemøller – produzione (CD 1: tracce 1, 4, 5, 7 e 11; CD 2: tracce 1-3, 5, 9 e 11), remix e produzione aggiuntiva (CD 1: tracce 2, 3, 6, 8-10; CD 2: tracce 1-4, 6-8, 10)
- Marie Fisker – produzione e ricomposizione (CD 1: traccia 1)
- Matthew Pierce – produzione (CD 1: traccia 2)
- Michael Lowry – produzione (CD 1: traccia 2)
- James Griffith – produzione (CD 1: traccia 2), remix, produzione aggiuntiva e ingegneria del suono (CD 2: traccia 5)
- James Lavelle – produzione (CD 1: traccia 2), remix e produzione aggiuntiva (CD 2: traccia 5)
- Pablo Clements – produzione (CD 1: traccia 2), remix, produzione aggiuntiva e ingegneria del suono (CD 2: traccia 5)
- Dan Levy – produzione (CD 1: traccia 3)
- Efterklang – remix e produzione aggiuntiva (CD 1: traccia 4), produzione (CD 2: traccia 4)
- Andrew Weatherall – remix e produzione aggiuntiva (CD 1: traccia 5)
- Dan Carey – produzione (CD 1: traccia 6)
- Franz Ferdinand – produzione (CD 1: traccia 6)
- Gernot Bronsert – remix e produzione aggiuntiva (CD 1: traccia 7), produzione (CD 1: traccia 8)
- Sebastian Szary – remix (CD 1: traccia 7), produzione aggiuntiva (CD 1: tracce 7, 8)
- Lars Vognstrup – produzione (CD 1: traccia 9)
- Kasper Bjørke – produzione (CD 1: traccia 10)
- Anne Cæcilie Trier – produzione (CD 2: traccia 2)
- Eliot Sumner – remix e produzione aggiuntiva (CD 2: traccia 1)
- Steve Dub Jones – missaggio (CD 2: traccia 5)
- Ben Hillier – produzione (CD 2: traccia 6)
- Brian Batz – produzione (CD 2: traccia 7)
- Mew – produzione (CD 2: traccia 8)
- Charlie Stavish – ingegneria del suono e missaggio (CD 2: traccia 8)
- Noah Goldstein – ingegneria del suono (CD 2: traccia 8)
- Ben Liscio – ingegneria del suono (CD 2: traccia 8)
- Rich Costey – missaggio (CD 2: traccia 8)
- Vlado Meller – mastering (CD 2: traccia 8)
- Mark Santangelo – assistenza al mastering (CD 2: traccia 8)
- Kollektiv Turmstrasse – remix e produzione aggiuntiva (CD 2: traccia 9)
- Giana Factory – produzione (CD 2: traccia 10)
- Tomas Barfod – produzione (CD 2: traccia 10)